# Inovace
Původ slova inovace pochází z latinského slova innovare, což v českém překladu znamená obnovovat. O zavedení tohoto pojmu do ekonomické sféry se zasloužil především americký ekonom Josef Alois Schumpeter, rodák z Třešti u Jihlavy.
Pojem inovace se dříve uplatňoval spíše v ekonomické sféře. Dnes jsou však inovace nedílnou součástí lidského života a rozvoje člověka. Jak popsal Karel Rýdl ve své knize Inovace školských systémů, inovace jsou: „neoddělitelnou součástí společnosti rozvíjející podnikatelského ducha, tvořivost a představivost i ochotu riskovat.“ Jako součást rozvoje člověka je ale nezbytné inovace vnímat komplexněji, než odpovídá ekonomickému pojetí. Jeden z modelů nabízí teorie inteligentního designu, která hodnotí vyvážení inovačních kroků současně v oblasti ekonomické, v oblasti praktického efektu, v oblasti etické, ekologické, ergonomické (komplexní interakce s lidským organismem) a estetické. Pokud není systém vyvážen, funguje inovace na úkor některých vlastností a působí negativní efekty.
Zájem o nové je přirozenou vlastností lidské psychiky. Přesto mohou být inovace chápány i negativně, protože zkoumání vztahu mezi starým a novým patří k základním adaptačním mechanismům člověka, u něhož může za jistých okolností převážit preference starého. Příčinou je buď osobnostní specifikum nebo vyšší věk. Kladnou příčinou je motivace dostatečně hospodárně využít stávající produkty nebo postupy, dokud jejich přínos převažuje nad přínosem investice do inovace. Opačným postojem jsou mnohé povrchní jednostranné inovace podnícené zvýšenou rychlostí módních cyklů. Tu podnítily mj. vědecko-technické revoluce od 19. století (Rýdl/2003). 
Inovace tedy nemají vždy jen pozitivní účinek. Některé inovace mohou mít i negativní (ekologicky nebo lékařsky nedostatečně testované technologie, např. užití nanomateriálů), někdy až ničivý dopad (například vynález gilotiny, různých léků, atomové bomby). Člověk od přírody usiluje o nadvládu a moc a s technologickým pokrokem je dosažení těchto cílů lépe proveditelné.
„Nevím, čím se bude bojovat ve třetí světové válce, ale ve čtvrté to budou klacky a kameny.“
– Albert Einstein 1
Velmi negativně se k inovacím stavěla skupina luddistů, která vznikla v Anglii, v 1. polovině 19. století, a která bojovala proti zavádění moderních technologií, ze strachu o práci. Na tuto skupinu později navázala skupina neo-luddistů, který spíše než hnutí bylo filosofií. K této filosofii se přiklonil terorista Theodore Kaczynski (Unabomber) se svým manifestem Industrial Society and Its Future (1995).
Definic slova inovace existuje celá řada. Některé jsou zaměřeny ekonomicky, například v Národní inovační strategii, která vychází z vymezení Evropské komise (Viturka/2010).Ekonomicky orientované inovace lze chápat jako nezbytný prvek v procesu přežití poměrně velkého počtu a okruhu ekonomických subjektů, které jsou představovány firmami, domácnostmi a státem. Jiné jsou zaměřeny na obecný význam slova, jak vyjádřil Peter Drucker ve svém díle Inovace a podnikavost. Praxe a principy(1993), „V inovacích jde v podstatě o utváření nějaké hodnoty a přispění něčeho nového“
Inovace se dá také z pohledu sociologie chápat jako určitý druh nekonformního chování nazývaný deviace, jak tvrdí Robert Merton (podle Mertona je toto chování způsobeno adaptací na nové situace, jedinec musí vytvořit řešení problému, které je buď úplně nové, nebo zatím málo poznané opakem k tomuto chování je tradicionalismu, který naopak používá zavedené konvence a postupy). ve své knize 'Studie ze sociologické teorie' (2000). K tomuto způsobu chování povzbuzuje velký kulturní důraz na úspěch.
Cesty k úspěchu však značně omezuje sociální struktura, která lidem s dobrými schopnostmi nedovoluje legitimně přijít k penězům. Inovátor se tedy snaží dosáhnout cíle společensky nepřijatelným způsobem (např. krádež, korupce...).

## Inovace ve vědě
Americký vědec Thomas Samuel Kuhn ve své knize 'Struktura vědeckých revolucí' (1962) tvrdí, že věda se nezdokonaluje postupným hromaděním nových vědomostí, naopak prochází permanentními revolucemi, kdy se charakter bádání zásadně mění. Toto bádání rozděluje do tří období.
1. Období „předvědecké“ – shromažďování informací, bez zařazení do určitého schématu (neexistují paradigmata)
2. Období „normální vědy“ – vědci se snaží rozšířit paradigma na základě již dostupných informací. Cílem je dosáhnout uznání jejich vědeckých studií u širší veřejnosti.
3. Období „krizové vědy“ – do tohoto období se věda dostává v momentě, kdy už stará paradigmata nejsou schopna odpovídat na otázky. Krizová věda je pak vědou, která nahrazuje stará paradigmata novými.

## Inovace v ekonomii a podnikání
V oblasti rozvoje hospodářství je inovace katalyzátorem růstu. Díky rychlému zdokonalování přepravy a komunikací za posledních několik
desetiletí, tedy také díky globalizaci, ztrácí význam ekonomika založená pouze na komparativní
výhodě určitého sektoru.
Ekonom Joseph Schumpeter, který velkým dílem přispěl k poznání inovace v ekonomii, ve své knize Kapitalismus, socialismus a demokracie (1942) tvrdí, že průmysl musí neustále zdokonalovat svou ekonomickou strukturu, což znamená zefektivňovat procesy a zdokonalovat produkty. Jeho slavné prohlášení „Kreativní destrukce je základním principem kapitalismu“ říká, že nelze tvořit, aniž by nebylo rozbito to staré, které není schopno se přizpůsobit.
Principem inovace podnikání je neustálé hledání lepší cesty k uspokojení potřeb zákazníka zvyšováním kvality servisu, produktů a snižováním ceny, což vede k lepší realizaci rozvoje technologií a organizačních strategií. Zde je třeba ovšem rozlišovat funkci zákazníka (ekonomie - tržní mechanismus) a uživatele produktů (human factors - fyzický a psychický zdravotní efekt), které nejsou zcela totožné. Hlavním hnacím motorem inovování je ovšem konkurence, která je velmi důležitou složkou tržního hospodářství.
Finanční a analytická společnost Bloomberg zpracovává tzv. Bloomberg Innovation Index, který se zaměřuje na porovnávání kvality inovací v jednotlivých státech na základě šesti oblastí: věda a výzkum, výroba, high-tech společnosti, středoškolské vzdělávání, osobní rozvoj a patenty.
| Umístění | Stát               |
| -------- | ------------------ |
| 1        | Jižní Korea        |
| 2        | Japonsko           |
| 3        | Německo            |
| 4        | Finsko             |
| 5        | Izrael             |
| 6        | USA                |
| 7        | Švédsko            |
| 8        | Singapur           |
| 9        | Francie            |
| 10       | Spojené království |
| 31       | Česko              |

## Typy inovací
Jeden z typů třídění je na:
1. technické inovace: vytvářejí nové produkty, postupy a významné technické změny v produktech a postupech vztahující se k efektivitě
2. netechnické inovace: zahrnují organizační, podnikatelské a ekologické inovace (ty vytvářejí pozitivní přínos pro životní prostředí)
3. ergonomické inovace: zaměřené na psychickou, fyzickou nebo organizační interakci lidského organismu s produktem nebo postupem
4. sociální inovace: zaměřené na inovace kvalifikace pracovní síly, pracovních vztahů, forem odměňování, kultury pracovního prostředí a morálního klimatu
5. [7]kulturní inovace: zahrnují i dlouhé změny ve společnosti, podmíněné několika faktory - relativní nutnost inovace, kompetence, motivace, etika. Jejím hlavním hybatelem je daná společnost a její členové, kteří usilují o dosažení svých cílů pomocí nových prostředků a nových postupů řešení

Další z typů třídění inovací je vytvořen dle tzv. příručky 'Oslo manuálu' (připraven dle expertů v oblasti měření a hodnocení inovačních aktivit v rámci členských zemí OECD)
Rozlišuje:
1. produktové inovace: inovace v produktu nebo službě, kterou instituce nabízí (například změna nabídky vzdělávacích akcí), může sem ale patřit i zavedení nového produktu či služeb
2. procesní inovace: změna ve způsobu, jakým jsou produkty nebo služby vytvářeny a dodávány, mohou se týkat pouze odstraňování nedostatků v již zaběhnutých procesech. Patří sem například významné změny v technice/ softwaru, snížení bezpečnostních rizik či zátěže životního prostředí či nové metody pro poskytování služeb.
3. marketingové inovace: zaměřují se na otevření nových trhů, nové umístěni podnikového produktu na trh s cílem zvýšit produkci a lepší adresování potřeb zákazníka. Jde hlavně o použití nové marketingové metody, která nebyla předtím firmou použita (ale přitom ji mohl vytvořit a použít někdo jiný)
4. organizační inovace: jde o nový způsob organizace v mnoha záležitostech včetně organizace vztahů s dalšími firmami, organizace pro postupy provádění práce či organizace v rozdělování povinností a zodpovědností práce

Existuje i mnoho dalších typů rozdělení inovací např. podle způsobu implementace inovací na:
1. inkrementální (evoluce): spočívají v malých inovacích. Pracuje s tím, co již známe a postupně se to snažíme zlepšit.
2. radikální (revoluce): transformují způsob, jak o věcech uvažujeme a používáme. Většinou se tyto změny týkají určitého sektoru nebo druhu činností.
3. racionalizační: zahrnují předcházení a odstraňování výrobních ztrát, při současném optimálním využívání existujících prvků podnikání

## Inovační proces
Na inovační proces je možné nahlížet dvěma základními způsoby. Do osmdesátých let dvacátého století převládal tzv. lineární model v různých podobách (model tlačený technologií nebo model tažený potřebami zákazníků). V osmdesátých a devadesátých letech vznikl nelineární model inovačního procesu, který vysvětlovat vznik inovací ve firmách a zároveň zohledňoval okolí firmy. Mezi nejznámější patří např. model řetězového propojení od autorů Klina a Rosenberga.

### Lineární inovační proces
Lineární inovační proces je cyklický (neustále se opakující) a permanentní (nepřetržitý), jelikož i vnější podmínky, které inovační proces ovlivňují, se neustále mění.

### Nelineární inovační proces
Jednou z variant nelineárního modelu je řetězový model. Tyto modely jsou založeny na dvou hlavních předpokladech:
1) Různé inovační aktivity mohou probíhat současně
2) Inovace jsou výsledkem týmové spolupráce
Existuje několik možností jak kategorizovat a rozdělovat sled kroků, které vedou k inovačnímu procesu. Podle Karla Skokana má inovační proces v ideálním případě tři fáze:
- Invence – je započata nápadem na něco nového, tedy konkrétní myšlenkou. Pokračuje přes jednotlivé fáze tvorby návrhu, výzkum a vývoj. Po ověření ekonomického nebo tržního využití ústí invence do fáze adopce.
- Adopce – v této fázi dochází k prvnímu komerčnímu využití nápadu. V souvislosti s tím jsou nutné určité organizační, finanční a investiční aktivity ve výrobě i v prodeji. Táto fáze je dokončena až v okamžiku, kdy je prvotní vynález skutečně přijat a využit. Zavádění vynálezu na trh je různé, inovace může být přijata ihned nebo to může trvat i několik let.
- Difuze – představuje fázi inovačního procesu, kdy se znalost o invenci rozšiřuje. Inovace se rozšiřuje velice nerovnoměrně díky odporu, např. ve formě informačních deficitů. Následkem toho se k lidem na různých místech informace dostávají v nestejném čase.

#### Vlastnosti, které ovlivňují šíření inovací
- relativní přednosti – určité přednosti/výhody v rámci oboru, v kterém je inovace představována,
- kompatibilita – vnímání inovace jako konzistentní, s existujícími hodnotami, zkušenostmi a potřebami uživatelů,
- složitost – čím je inovace jednodušší na pochopení, tím je atraktivnější pro uživatele,
- možnost vyzkoušení – pokud má uživatel šanci si inovaci vyzkoušet, zvyšuje se pravděpodobnost, že bude rychleji a pozitivně přijímána,
- pozorovatelnost – pozitivní výsledky inovace jsou pro uživatele snadno viditelné.[11]

## Efekty inovací
Efekty inovací jsou jinými slovy jejich účinky či výsledky procesu jejich zavedení. Zkoumáním efektů inovací se zjišťuje, jak jsou konkrétní inovace úspěšné nebo neúspěšné. Měření efektů inovací je složité, protože zavádění inovací je nepřetržitý proces. Postup, kterým se zjišťují dopady inovací má dvě fáze. Nejprve je nutné vyřešit otázku, jestli bude zkoumání a hodnocení probíhat na mikro úrovni nebo makro úrovni.
Následně je třeba zvolit druh kritéria, kam se inovace řadí, a podle kterého budou zkoumány. Rozlišují se tři druhy kritérií: technická, ekonomická a ostatní. 
technická kritéria: Přímé charakteristiky jako je např. energetická náročnost. Mezi nepřímé efekty patří know-how nebo zlepšování spolupráce. 
ekonomická kritéria: Rovněž lze rozdělit na přímé a nepřímé. U přímých efektů zjišťujeme výši zisku, tržní podíl, nebo zda realizace inovací povede ke snížení nákladů. Nepřímý efekt je například dopad na konkurenci. 
ostatní kritéria: Vliv na životní prostředí, ergonomie, sociální zlepšení atp. Na individuální úrovni je to seberealizace, vědecké uznání či získání prestižní ceny.

## Některé významné vynálezy lidské historie
Pojem vynález je inovaci velmi blízký. Tyto dva pojmy je však třeba vzájemně odlišit, neboť ne každý vynález vede skutečně k inovaci. Množství vynálezů je vyšší než počet skutečně realizovaných inovací.
Zákonnou ochranu vynálezu zaručuje tzv. patent, který poskytuje jeho majiteli právo na plné využití vynálezu (výrobu, uvádění do oběhu) nebo k poskytnutí souhlasu k využití vynálezu jinou osobou (licenční smlouva).
| př. n. l.                                                                           | vynález |
| ----------------------------------------------------------------------------------- | --- |
| 500000 2800 700                                                                     | Oheň (Homo Erectus) Kalendář o 365 dnech Sluneční hodiny Kolo |
| n. l.                                                                               | vynález (vynálezce) |
| 105 1000 1440 1642 1783 1824 1826 1866 1879 1889 1928 1934 1945 1957 1974 1976 1998 | papír (Tsai Lun) střelný prach tiskařský lis (Johannes Gutenberg) kalkulačka (Blaise Pascal) horkovzdušný balon (Joseph a Jacques Montgolfierové) Braillovo slepecké písmo (Louis Braille) lodní šroub (Josef Ressel) dynamit (Alfred Nobel) žárovka (Thomas Alva Edison) automobil (Karl Benz) penicilin (Alexander Fleming) automatická pračka (J. F. Cantrell) mikrovlnná trouba (Percy L. Spencer) kontaktní čočky (Otto Wichterle) rubikova kostka (Erno Rubik) osobní počítač (Steve Jobs a Steve Wozniak) Google (Sergey Brin a Larry Page) |